# Władysław Chodźkiewicz
Władysław Ksawery Chodźkiewicz, w języku francuskim również Ladislas Xavier Chodzkiewicz, ps. „Józef Szczygielski”, „Max Berthaud”, „W.Ch.”, „γ”, „λ” (ur. ok. 1820 (?) w Tulczynie, zm. 15 marca 1898 w Neuilly-sur-Seine) – polski prozaik, dramaturg, tłumacz, krytyk literacki i artystyczny, inżynier i urzędnik kolejowy działający we Francji.

## Życiorys
Kształcił się w Humaniu, Berdyczowie i prawdopodobnie w Krzemieńcu. Ukończył studia inżynieryjne, zapewne w Kijowie. Od 1851 czasowo przebywał we Francji. W latach 1854–1856, w okresie wojny krymskiej, tłumacz wojskowy w sztabie Napoleona III. W 1870 osiadł na stałe we Francji, gdzie pracował jako inspektor dyrekcji Kolei Wschodniej, a później inspektor generalny Kolei Zachodnich.

## Twórczość i działalność literacka
Zadebiutował jako literat w 1845. Opublikował m.in. tragedię Haman (1846), powieść historyczną Zamek w Czarnokozińcach (1847), satyrę Nasza ziemia (1859); pośmiertnie ukazała się powieść współczesna Pamiętniki włóczęgi (1903). Tłumaczył m.in. z języka perskiego. W okresie paryskim publikował prace z zakresu literatury, archeologii i lingwistyki po polsku i po francusku. Angażował się w życie naukowo-literackie polskiej emigracji, działał w Towarzystwie Historyczno-Literackim, był asesorem Czytelni Polskiej w Paryżu. Opracował rękopiśmienne wspomnienia powstańca listopadowego Jerzego Ręczyńskiego (1805–1899) Moja wojaczka, 1825–1831, które ukazały się w 1908 we Lwowie. Znał Adama Mickiewicza, utrzymywał bliskie kontakty m.in. z Cyprianem Kamilem Norwidem, Cyprianem Godebskim i Józefem Ignacym Kraszewskim, z którym przyjaźnił się, współpracował i korespondował. Kraszewski zadedykował mu powieść Król chłopów (1881).

## Rodzina i życie prywatne
Syn Ignacego Chodźkiewicza herbu Kościesza i Róży z d. Szymanowskiej. Pozostawał w związku z Adèle Hubert de Fonteny (1809–1862), właścicielką atelier fotograficznego i drukarni. Miał córkę.

## Odznaczenia
- Kawaler francuskiej Legii Honorowej (14 września 1855)[1]